# Рудники Мойна
Рудники Мойна (Moina) – колишні гірничодобувні майданчики на австралійському острові Тасманія в районі Мойна.
Розробка дрібних родовищ в Мойні тривала (з перервами) між 1893 та 1957 роками, при цьому відомо про існування тут рудників «Shepherd and Murphy» (на нього припала більшість видобутку всього району), «Princess» (діяв з 1908 по 1918 роки),«All Nations», «Dolcoath», «Sayers», «Pig and Whistle». В процесі розробки використовували як відкритий (кар’єри, траншеї), так і підземний (шахти, штольні) методи розробки. 
Загальний накопичений видобуток всього району за вказаний період досягнув 525 тонн олова, 255 тонн триоксиду вольфраму та 71 тонну бісмуту.